# Muhammad III de Granada
Abu Abd Allah Muhammad Ibn Muhammad (Granada, 15 de agosto de 1257-Almuñécar, 21 de enero de 1314). Tercer rey nazarí de Granada, reinó entre 1302 y 1309 como Muhammad III, y fue conocido con el sobrenombre de al-Makhlu (el depuesto) debido a que en 1309, fue obligado a abdicar a favor de su hermano Nasr.
Sucedió en el trono granadino a su padre Muhammad II, continuando su misma política exterior al mantener las campañas militares contra el Reino de Castilla, lo que le permitió en 1302 recuperar Quesada (perdida en 1300) y en 1303 tomar la ciudad de Bedmar. Tras ello, renovó el acuerdo con la otra gran potencia peninsular, el Reino de Aragón. Igualmente intentó consolidar sus relaciones amistosas con los benimerines, apoyando a su sultán Abu Yaqub mediante el envío de tropas que colaboraron en el asedio que este mantenía sobre Tremecén.
Estas relaciones amistosas con aragoneses y benimerines se vieron pronto enfriadas cuando Muhammad III decide, en 1303, pactar una paz de tres años con el rey castellano Fernando IV, al que le rindió vasallaje, comprometiéndose al pago de un importante tributo anual. Este movimiento político, por miedo al expansionismo aragonés en Murcia, provocó la enemistad de la nobleza nazarí opuesta al acuerdo con Castilla. Como consecuencia se firmó Paz de Ágreda entre el rey aragonés Jaime II y el rey castellano Fernando IV.
Tras sofocar la rebelión que encabezó el valí de Guadix, su pariente Abu al-Hachach ben Nasr, Muhammad III vio asegurada su posición en la Península y pasó a centrar su atención en el norte de África. En 1306, intervino en la lucha dinástica por el trono benimerení, armó una potente flota que tomó Ceuta y, tras expulsar a los hasta entonces aliados benimerines, se proclamó “Señor de Ceuta”. Los nazaríes sometieron algunas plazas como Alcazarquivir y Arcila y se aliaron con Tlemecen, tradicional enemigo de los Benemerines. 
La importancia estratégica de Ceuta llevó a aragoneses y benimerines a firmar una alianza contra Granada (1308). Así una fuerza naval aragonesa bloqueó el Estrecho mientras lo benimerines recuperaban Ceuta en 1309.
Los nobles descontentos con la política de Muhammed III, que provocó una alianza entre castellanos, aragoneses y benimerines contra Granada, se rebelaron en Guadix y Almería Esta alianza desencadenó una conspiración que, encabezada por Nasr, el hermano de Muhammad III, provocaría la abdicación de este y su destierro en Almuñécar donde fallecería en 1314.
Durante su mandato, se edificó la mezquita real de la Alhambra, los baños anejos y la Puerta del vino, cuales ocupaciones nos revelan el hedonista y no practicante que era. Se le atribuye también la construcción en la zona norte de la colina del palacio del Partal, que será desde entonces el área palatina.